# Skarp ögonfläck
Skarp ögonfläck är en växtsjukdom som orsakas av Rhizoctonia cerealis, en svampart som även går under den gamla benämningen Ceratobasidium cereale. Sjukdomen blev identifierad för första gången av Van der Hoeven i Nederländerna 1977.
Rhizoctonia cerealis som hör till ordningen Basidiomycota är en svamp som inte producerar asexuella sporer utan överlever och växer som sklerotier och mycel på växtrester från ett stort antal värdväxter, bland annat bomull, sockerbeta, potatis, stråsäd och ett antal olika baljväxter och även i jorden. 

## Symptom
Namnet skarp ögonfläck kommer från de karakteristiska symptomen, vilket är runda fläckar som bildas på de lägre bladen och stammen under den andra noden på plantor av främst moget höstvete och höstkorn. Allvarliga infektioner förstör bland annat ledningsvävnad, vilket stryper transporten av näringsämnen och försvagar stammen. Det kan leda till liggsäd samt brådmognad och förkrympta kärnor.
Värdväxten kan bli infekterade under hela tillväxtperioden. Om frö blir infekterat vid sådd leder det ofta till att skottet dör, om infektionen sker på unga plantor uppstår runda skador som sedan leder till hål på bladslidan. Sena infektioner verkar ha en begränsad effekt på plantorna och avkastningen.

## Förebyggande motåtgärder

### Såtid
Såtidpunkten för höstvete är den faktor som har störst direkt korrelation med infekterade plantor. Tidigt sått höstvete är generellt sett utsatt för patogenen under längre tid på hösten. Men det finns även andra faktorer som gör utbrotten av skarp ögonfläck större vid tidig sådd. Marktemperaturen har stor inverkan på hur allvarliga infektionerna blir. Studier har visat att den optimala temperaturen för R. cerialis är 22 °C, vilket visar på att tidig sådd ökar risken för allvarliga infektioner då det i regel är varmare i jorden över en längre period då.

#### Jordrelaterade faktorer
Jordart och jordens vattenhalt har också påverkan enligt studier som har visat att torr eller väldränerad jord gynnar patogenen. Stor infektionsmängd skedde i jord som hade maximal vattenkapacitet på 30–50 %. Sandiga och lätta jordar med låg mullhalt gynnar Rhizoctonia cerealis och sjukdomsförekomsten, genom att de den stora mineralstorleken i lätta jordar i kombination med låg mullhalt ger en låg vattenhållande förmåga, jämfört med jordar som innehåller lera vilket ger hög vattenhalt eller väldigt torr jord hämmar skarp ögonfläck. En förklaring till varför vattenhalt och jordart påverkar skarp ögonfläck är att torra höstar och lätta jordar tillåter en mer extensiv tillväxt av svamphyfer, som leder till ökad infektionsrisk och blöta höstar med vattenmättade jordar leder till en minskad förekomst av Rhizoctonia cerealis.
Det har rapporterats att det fanns en hög förekomst av skarp ögonfläck på vete i jord med lågt pH. Jordens pH påverkar mängden tillgänglig näring vilket kan leda till växtens näringsbehov inte uppnås och de blir försvagade, vilket kan leda till ett ökat antal infekterade plantor och påverkar hur allvarlig infektionen blir. Relationen mellan växtnäring och förekomst av skarp ögonfläck har studerats, resultaten visar på att stor kvävegiva ökade förekomsten av skarp ögonfläck marginellt.

##### Agrara faktorer
Att marktäcka åkrarna vid reducerad jordbearbetning med halm och stubb i stället för att bränna växtresterna, vilket även ökade kaliumhalten i jorden, resulterade i en effektiv kontrollåtgärd på fält där sjukdomstrycket var högt, även om växtrester som var inokuleringskällan fanns kvar. Vid plöjning vänds gamla växtrester kontaminerade med Rhizoctonia cerealis tillbaka till jordytan. Det övre jordlagret blir även luckert och torkar upp snabbt vilket ökar sjukdomstrycket.

## Patogenens påverkan på veteskörd
Skadan från skarp ögonfläck i höstvete har ökat sedan 1980-talet och har blivit ett hot mot veteproduktionen på många ställen då den orsakar både kvantitativa skördeförluster samt kvalitetsförluster. På fält med en medelstor till stor infektionsmängd i Storbritannien reducerades skörden med 5–26 %.
Förädlingsprogram mot skarp ögonfläck som är baserat på att förbättra vetes naturliga försvarsmekanismer mot Rhizoctonia cerealis har påbörjats, men i dag finns inga resistenta vetesorter.
Fungicidbehandling är i dag den primära direkta behandlingsåtgärden och bör appliceras innan stråskjutningen. Jordbrukare i Kina och Japan använder Validamycin och även Fludioxonil har introducerats i Kina. Betning av utsäde bör även vara en viktig kontrollåtgärd då stråbasen försvagas vid infektion av patogenen på unga veteplantor, vilket kan leda till liggsäd.

## Förväxlingsrisk
Skarp ögonfläck kan förväxlas med stråknäckare men skiljer sig genom att symptomen i regel sitter högre upp jämfört med stråknäckare.